# Miroslav Pšenička
Miroslav Pšenička (13. února 1974 Milevsko) je český varhaník, hudební skladatel a hudební pedagog.
Hře na klavír a trubku se učil v lidové škole umění ve svém rodišti a jako třináctiletý začal také hrát na varhany při bohoslužbách. Vyučil se na středním odborném učilišti strojírenském v Milevsku a po maturitě studoval nejprve chrámovou hudbu na českobudějovické konzervatoři, poté hru na varhany na Hudební fakultě Akademie múzických umění v Praze a nakonec hru na trubku na pražské konzervatoři. Mimo to působil 10 let jako varhaník a sbormistr v premonstrátském klášteře v Milevsku a vyučoval na konzervatoři v Českých Budějovicích a v Praze. V roce 2002 se stal ředitelem kůru katedrály sv. Bartoloměje v Plzni a byl pověřen péčí o církevní hudbu v plzeňské diecézi. V současnosti vede v pražské arcidiecézi Kurz pro chrámové hudebníky při Arcibiskupství pražském Archivováno 17. 7. 2014 na Wayback Machine..
Hudbě se věnuje rovněž jeho otec Miroslav Pšenička starší (* 14. října 1949), který hraje na, pozoun, baskřídlovku, a mladší bratr Martin Christian Pšenička O.Praem (* 19. dubna 1979), který hraje na klavír, varhany a tubu a působí jako vicerektor Arcibiskupského semináře v Praze.